# IBM PC compatible

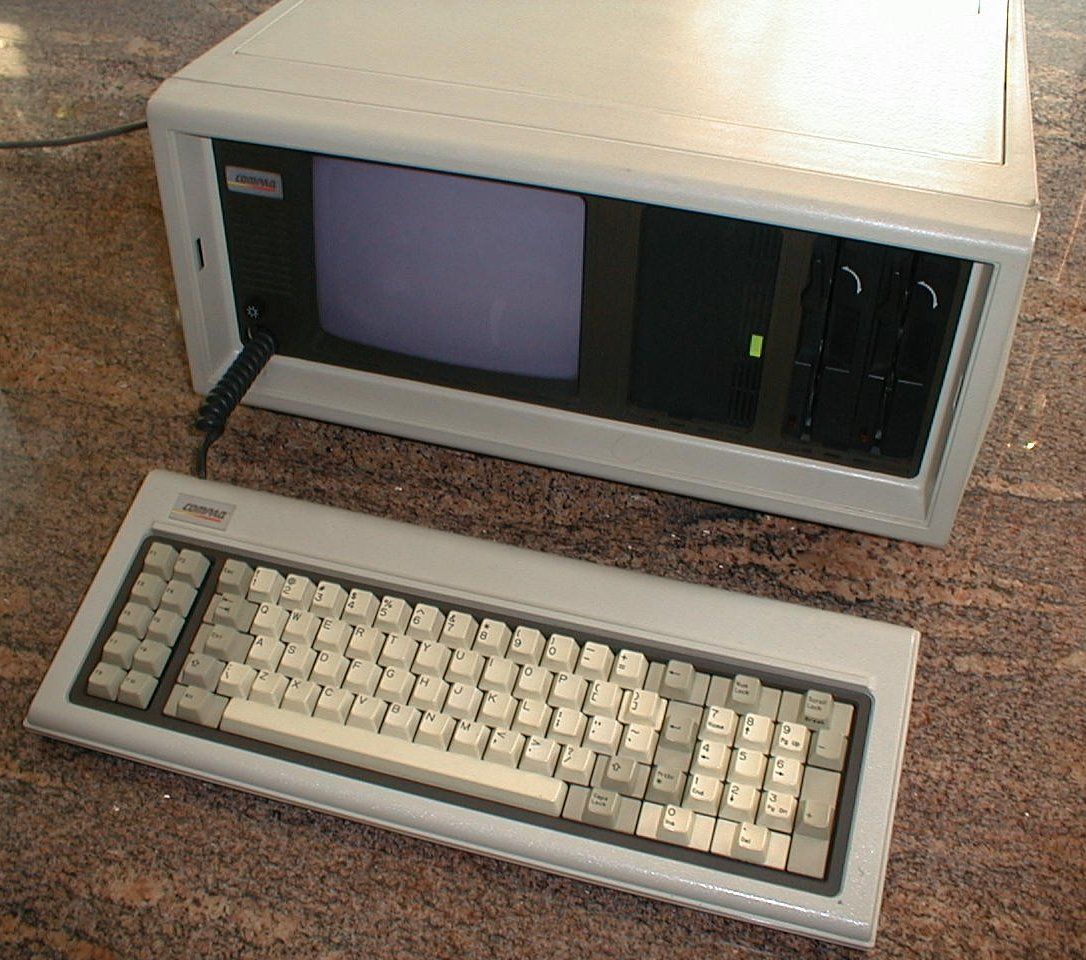
El Compaq Portable, el primer IBM PC compatible portable.

Els ordinadors IBM PC compatibles són generalment aquells similars a l'IBM PC, XT i AT originals. Tals ordinadors acostumaven a ser denominats de clons de PC o clònics, vist que gairebé es van copiar amb exactitud totes les característiques significatives de l'arquitectura PC, facilitat per l'habilitat de diversos fabricants a reproduir el BIOS per enginyeria inversa a través d'implementació «clean room». La Columbia Data Products va construir el primer clònic d'un ordinador personal IBM utilitzant la tècnica «clean room» per emular el BIOS original. Molts dels primers IBM PC compatibles usaven el mateix bus dels models PC i AT originals. El bus dels IBM AT compatibles va ser posteriorment denominat ISA pels fabricants d'ordinadors compatibles.
Els descendents dels IBM PC compatibles constitueixen la majoria dels microordinadors a la venda en el mercat actual, encara que la interoperabilitat amb l'estructura de bus i els perifèrics de l'arquitectura PC original pugui ser limitada o inexistent.

## «IBM PC compatible» es converteix en «Wintel»
A la dècada del 1990, la influència d'IBM sobre l'arquitectura PC es va tornar cada vegada més irrellevant. Un PC amb la marca d'IBM es va convertir en l'excepció i no la regla. En comptes de centrar-se a romandre compatible amb l'IBM PC, els venedors van començar a concentrar-se en la compatibilitat amb l'evolució de Microsoft Windows. El 1993, va ser alliberada una versió de Windows NT que podria funcionar en altres processadors que no els x86 (es va requerir la recompilació de les aplicacions, un pas que la majoria dels desenvolupadors no prenien). Tanmateix, la seva independència de maquinari va ser aprofitada per les estacions de treball SGI x86; gràcies al NT HAL, podrien córrer NT (i la seva vasta llibreria d'aplicacions). Cap gran venedor de maquinari d'ordinadors personals es va atrevir a ser incompatible amb l'última versió de Windows, i les conferències anuals de Microsoft WinHEC proporcionaven un entorn en el qual Microsoft pot pressionar i - en alguns casos - dictar el ritme i la direcció de la part del maquinari de la indústria d'ordinadors personals. Microsoft i Intel s'havien tornat tan importants per al continu desenvolupament del maquinari de PC que els escriptors de la indústria van començar a utilitzar la contracció Wintel per referir-se a la combinació de maquinari i programari de la plataforma. Aquesta mateixa terminologia s'està convertint en un nom inadequat, ja que Intel havia perdut control absolut sobre la direcció del desenvolupament de maquinari amb l'AMD64 d'AMD, i altres sistemes operatius com Mac OS X i Linux han establert una presència en l'arquitectura x86.

## L'IBM PC compatible avui
El terme «IBM PC compatible» no és comunament utilitzat en l'actualitat, perquè tots els ordinadors convencionals actuals es basen en l'arquitectura PC, i IBM ja no fa PCs. Els dissenys de la competència o bé han estat abandonats o, com l'Amiga, s'han relegat a nínxols, mercats d'entusiastes. Una excepció notable va ser l'Apple Inc., a la qual el conjunt dels ordinadors Macintosh no s'utilitzaven dels processadors Intel a la seva creació; primer la família Motorola 68000, llavors l'arquitectura PowerPC fins a 2006, quan Apple va adoptar l'arquitectura Intel x86.
La velocitat dels processadors i la capacitat de memòria dels ordinadors moderns són moltes ordres de magnitud més grans del que eren per l'IBM PC original i no obstant això, la compatibilitat cap enrere s'ha mantingut en gran manera - un sistema operatiu de 32 bits publicat durant la dècada del 2000 encara pot operar molts dels programes més simples escrits per al sistema operatiu de la dècada del 1980 sense necessitat d'un emulador, encara que un emulador com DOSBox ara té funcionalitat gairebé nadiua a plena velocitat.